# 心包叩击音
心包叩击音（pericardial knock）是指在第二心音后约0.09～0.12s出现的响亮、短促的中频额外心音，在胸骨左缘容易闻及。是心包积液或心包增厚阻碍心室舒张，致使心室舒张过程骤然终止，导致室壁振动而产生的声音。